# Skarplyckesjön
Skarplyckesjön är en sjö i Hudiksvalls kommun i Hälsingland och ingår i Nianåns huvudavrinningsområde. Sjön har en area på 0,475 kvadratkilometer och ligger 20 meter över havet. Sjön avvattnas av vattendraget Nianån.

## Delavrinningsområde
Skarplyckesjön ingår i det delavrinningsområde (683190-156557) som SMHI kallar för Utloppet av Skarplyckesjön. Medelhöjden är 30 meter över havet och ytan är 2,72 kvadratkilometer. Räknas de 39 avrinningsområdena uppströms in blir den ackumulerade arean 196,41 kvadratkilometer. Avrinningsområdets utflöde Nianån mynnar i havet. Avrinningsområdet består mestadels av skog (48 procent) och jordbruk (15 procent). Avrinningsområdet har 0,36 kvadratkilometer vattenytor vilket ger det en sjöprocent på 13,1 procent. Bebyggelsen i området täcker en yta av 0,11 kvadratkilometer eller 4 procent av avrinningsområdet.